# Actinonema longicaudatum
Actinonema longicaudatum är en rundmaskart som först beskrevs av Steiner 1918.  Actinonema longicaudatum ingår i släktet Actinonema och familjen Chromadoridae. Inga underarter finns listade i Catalogue of Life.